# 中岳 (北アルプス)
中岳（なかだけ/なかのだけ）は、長野県松本市と岐阜県高山市にまたがる飛騨山脈南部に位置する標高3,084mの山である。山域は中部山岳国立公園に指定されている。

## 概要
中岳は槍ヶ岳から南側に伸びる稜線上にあり大喰岳と南岳の間の一峰である。3,000メートルを越える高峰であるが槍・穂高連峰の一峰で付属的な山とみなされ「…百名山」などに名を連ねることが無い。1909年（明治42年）8月に、鵜殿正雄らのパーティーが上條嘉門次と同行し奥穂高岳から槍ヶ岳へ縦走する際に登頂した。槍ヶ岳と南岳との間にあることからこの時に中岳と命名したとされている。小島烏水は、中岳を「小槍ヶ岳」と記していた。
山頂直下の東面に巨大な「舞い姫」の雪形が見られることを山岳写真家の田淵行男が紹介した。中岳南東側斜面にある雪渓末端は「雲表のオアシス」と呼ばれ、夏季は水場となっている。

## 登山
1998年（平成10年）8月7日からの上高地付近の群発地震影響で北西側頂上直下が崩落して、2001年に登山道の一部が付け替えられた。新穂高温泉や上高地の登山口から入山し、槍ヶ岳や穂高岳の登山の際に登られることが多い。

### 登山ルート
- 槍ヶ岳からの主稜線縦走ルート - 上高地の横尾山荘から槍沢を登り、槍ヶ岳山荘を経て稜線を南側へ縦走して、大喰岳を越えて山頂に至る。槍沢の天狗原分岐から天狗池を経て主稜線に合流し、南側から中岳に至るルートもある。

- 穂高岳からの主稜線縦走ルート - 穂高岳から大キレット、南岳を経る縦走ルートがあるが、険しい岩稜を歩かなければならない[7]。

- 南岳新道からの主稜線に合流するルート - 新穂高温泉から槍平小屋を経て南岳新道から南岳小屋で、主稜線に合流するルートがある[8]。

### 周辺の山小屋
最寄りの山小屋は北側1.2 kmの位置にある槍ヶ岳山荘で、登山道の脇の岩場にキャンプ指定地がある。
| 画像 | 名称       | 所在地                  | 標高 (m) | 中岳からの 方角と距離 (km) | 収容 人数 | キャンプ 指定地 | 備考                      |
| ---- | ---------- | ----------------------- | -------- | -------------------------- | --------- | --------------- | ------------------------- |
|      | 槍ヶ岳山荘 | 槍ヶ岳山頂 直下の南側肩 | 3,060    | 北 1.2                     | 650       | 30張            | 表銀座と裏銀座 との合流点 |
|      | 南岳小屋   | 南岳山頂 直下の南側     | 2,970    | 南南東 1.7                 | 80        | 30-40張         | 南岳新道の分岐点          |
|      | 槍平小屋   | 右俣谷 南岳新道取付     | 1,990    | 西南西 1.7                 | 80        | 50張            |                           |

## 地理
山頂から東の天狗池方面へ細い尾根が延びる。天狗池では逆さ槍ヶ岳が望める撮影ポイントとなっている。東山腹の天狗原や氷河公園では、モレーンや圏谷（カール）地形が見られる。南岳との間からは東へ横尾尾根が横尾山荘まで長く延びる。山頂から西側には、飛騨沢へ西尾根が延びる。

### 周辺の主な山

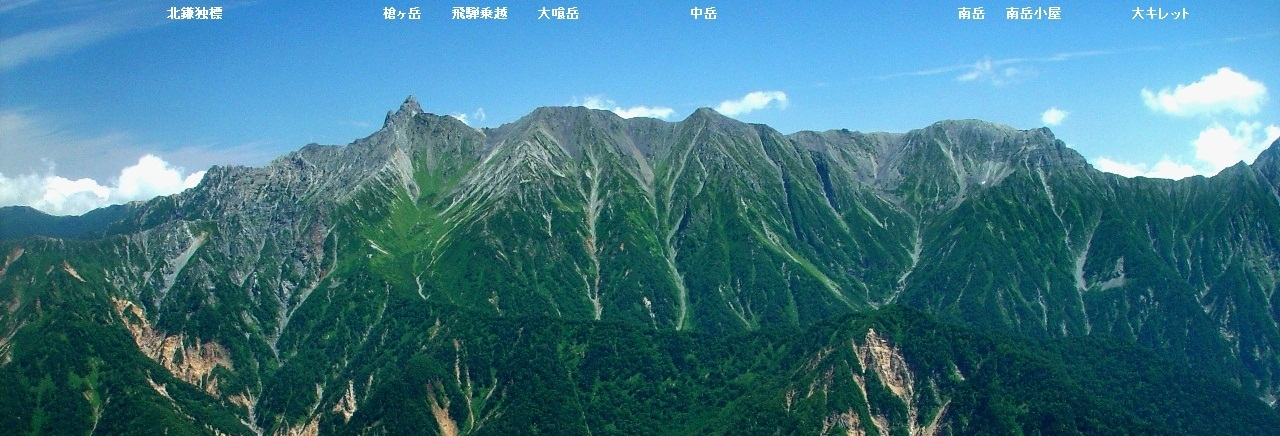
西側の抜戸岳から望む中岳周辺の山

飛騨山脈（北アルプス）の主稜線上にある。
| 山容 | 山名     | 標高 (m) | 三角点等級 基準点名 | 中岳からの 方角と距離(km) | 備考                        |
| ---- | -------- | -------- | ------------------- | ------------------------- | --------------------------- |
|      | 槍ヶ岳   | 3,180    |                     | 北 1.4                    | 日本百名山                  |
|      | 大喰岳   | 3,101    |                     | 北 0.7                    |                             |
|      | 中岳     | 3,084    |                     | 0                         | 日本で12位の高峰            |
|      | 南岳     | 3032.68  | 三等 「北穂高」     | 南南東 1.3                | 南岳小屋、南岳新道          |
|      | 奥丸山   | 2,439.46 | 三等 「犬公望」     | 西南西 2.5                |                             |
|      | 奥穂高岳 | 3,190    |                     | 南 4.5                    | 飛騨山脈の最高峰 日本百名山 |

### 源流の河川
源流となる以下の河川は、日本海と富山湾へ流れる。
- 横尾谷と槍沢　（梓川の支流）
- 蒲田川の右俣谷　（高原川の支流）

## 中岳の風景
西側や東側から眺めて、稜線上に見える小さく尖った山頂部の山容がその特徴である。
|                           |                       |                                       |                                 |
| 大天井岳より 中岳と大喰岳 | 西岳より 中岳と大喰岳 | 蝶ヶ岳より 南岳・中岳・大喰岳・槍ヶ岳 | 槍ヶ岳より 大喰岳・中岳・穂高岳 |

## 関連図書
- 『3000m峰21座ルートガイド』学習研究社、2007年9月。ISBN 9784054033955。
- 『槍・穂高連峰』山と溪谷社〈ヤマケイ アルペンガイド7〉、2008年5月。ISBN 9784635013512。
- 『中高年のための日本の三千メートル峰』ペガサス、2010年5月。ISBN 9784893320582。